# Scuticaria hadwenii
Scuticaria hadwenii  é uma espécie de orquídea epífita de crescimento cespitoso habitante da Serra do Mar, da Bahia a Santa Catarina, no Brasil, onde é geralmente encontrada em florestas umbrófilas, vivendo à meia altura na parte mais espessa dos troncos das árvores. Alguns taxonomistas consideram a Scuticaria strictifolia uma variedade desta. Ha ainda uma variedade da Guiana conhecida como variedade dognosii, à qual, pelo seu isolamento apresenta pequenas diferenças da morfologia típica da espécie. Como todas as espécies deste gênero, não é planta de fácil cultivo, não sendo indicada para orquidófilos iniciantes.
Apresentas folhas roliças pendentes de até cinquenta centímetros de comprimento, que brotam de pseudobulbos quase imperceptíveis; poucas flores comparativamente grandes vistosas e coloridas, com labelo contrastante. Pode ser diferenciada da espécie mais próxima, a Scuticaria strictifolia pelo seu hábito epífita; folhas pendentes; e flores de colorido variável, porém mais intenso, sempre pubscentes na parte interna do labelo.
Considerada ameaçada de extinção no estado do Espírito Santo, na categoria Vulneravel (VU).